# Firmicutes
I Firmicutes sono un phylum di batteri gram positivi.

## Caratteristiche
Il loro nome deriva dal latino firmus (forte) e cutis (cute, pelle) e fa riferimento alla presenza di uno strato di peptidoglicano che conferisce alla cellula una notevole "durezza".
Questi batteri sono dei gram-positivi che, insieme ai Bacteroides, abitano normalmente nel colon umano e sono naturali ospiti della flora microbica normale. Proprio per questo motivo, possono causare per lo più solo infezioni endogene.
Recenti studi sembrano dimostrare che Firmicutes hanno un'implicazione nell'assorbimento del glucosio, di conseguenza l'obesità potrebbe essere un fattore derivante dalla flora batterica normale e quindi potrebbe curarsi agendo su quest'ultima.

## Generi
Di seguito sono riportati i più importanti tra i 274 generi compresi nel phylum Firmicutes:
Bacilli, ordine Bacillales
- Bacillus
- Listeria
- Lactobacillus

Cocchi, ordine Coccacea
- Enterococcus
- Lactococcus
- Micrococcus
- Staphylococcus
- Streptococcus
- Sarcina (batterio)
- Peptococcus
- Peptostreptococcus

Bacilli, ordine Lactobacillales
- Lactobacillus
- Leuconostoc
- Pediococcus

Clostridia
- Acetobacterium
- Clostridium
- Eubacterium
- Heliobacterium
- Heliospirillum
- Megasphaera
- Pectinatus
- Selenomonas
- Zymophilus
- Sporomusa

Erysipelotrichi
- Erysipelothrix